# 304P/Ory
304P/Ory, anciennement P/2008 Q2 (Ory), est une comète périodique découverte entre le 26 et le 28 août 2008 à Vicques en Suisse par Michel Ory, un astronome amateur professeur au Lycée cantonal de Porrentruy, dans le Jura (Suisse). La comète, qui a été repérée depuis l'observatoire de Vicques, a permis à Michel Ory de découvrir la seule comète périodique découverte par un astronome amateur dans le monde en 2008.